# Запорожский железорудный комбинат
Запорожский железорудный комбинат (ЧАО «ЗЖРК») — одно из крупнейших предприятий горно-металлургического комплекса Украины. Предприятие с иностранными инвестициями в форме частного акционерного общества.

## Общие данные
Юридический адрес: 71674, Запорожская область, Васильевский район, с. Малая Белозерка, Веселовское шоссе, 7 км.
Запорожский железорудный комбинат построен на базе Южно-Белозёрского месторождения богатых железных руд. Качество добываемой богатой руды несколько выше руд Криворожских месторождений (60% против 57,6%, что может быть связано с меньшим разнообразием добываемой богатой руды) и значительно выше других месторождений Европы.
В 2015 году был введен в строй первый пусковой комплекс Переверзевского месторождения. В 2019 году на нем была добыта миллионная тонна руды.
Принятая схема вскрытия и отработки месторождения уникальна. Она включает в себя 7 стволов, людской, грузовой и транспортные уклоны.
Рудные залежи вскрыты 28 горизонтами, протяжённость непогашенных выработок находится в пределах 320 км. Горные работы ведутся в этажах 301—1140 м.
В настоящее время производственная мощность предприятия составляет более 4,5 млн тонн руды в год.
По оценкам геологов, запасы богатых железных руд в Белозёрском железорудном районе составляют до 1 млрд тонн.
На комбинате выполнен большой комплекс природоохранных мероприятий. Построен и введен в эксплуатацию дробильный комплекс по переработке пустых пород горного отвала. На сегодняшний день вся поднятая на поверхность пустая порода перерабатывается на щебеночный материал и утилизируется при закладке твердеющей смесью открытого очистного пространства, образовавшегося после добычи руды в шахте.
Объекты ЗЖРК расположены в 2 районах Запорожской области: Васильевском и Мелитопольском районах. Территория предприятия составляет 692 га.
Численность работающего персонала — 4,8 тысяч человек.
На горизонте 840 м ЗЖРК расположена уникальная подземная часовня святой великомученицы Варвары, покровительницы горняков. Ещё одна часовня святой Варвары расположена на территории промплощадки комбината.
Комбинат является Градообразующим предприятием для города Днепрорудное.

## Продукция
Добытая руда после переработки на дробильно-сортировочной фабрике реализуется по сортам:
- агломерационная железная руда с содержанием до 62 % железа;
- мартеновская железная руда с содержанием 58 % железа.

В таблице представлены объёмы добычи руды за последние 5 лет:
| Год  | Добытая руда всего, млн тонн | В том числе               | В том числе            |
| Год  | Добытая руда всего, млн тонн | агломерационная, млн тонн | мартеновская, млн тонн |
| ---- | ---------------------------- | ------------------------- | ---------------------- |
| 2015 | 4,7015                       | 4,4135                    | 0,2880                 |
| 2016 | 4,5122                       | 4,1552                    | 0,3570                 |
| 2017 | 4,5030                       | 4,2131                    | 0,2899                 |
| 2018 | 4,5520                       | 4,2732                    | 0,2788                 |
| 2019 | 4,5638                       | 4,2395                    | 0,3243                 |

Экспортные поставки железной руды производятся в Чехию, Словакию, Польшу и Австрию, на внутреннем рынке основная часть продукции поставляется на металлургический комбинат «Запорожсталь».

## Акционеры
Основными акционерами ЧАО «ЗЖРК» являются:
- фирма Minerfin, a.s. (51,1697 % акций), Словакия;
- Запорожсталь (29,5193 %), Украина;
- KSK Consulting, a.s. (19,0632 %), Чехия.

## Структура предприятия
В составе предприятия 15 основных структурных подразделений — шахты «Эксплуатационная» и «Проходческая», дробильно-сортировочная фабрика, цех закладки выработанного пространства в шахте, железнодорожный, автотранспортный, ремонтно-механический цеха, цех капитальных и текущих ремонтов, энергоцех, электроремонтный участок, участок подготовки производства, лаборатория автоматизации технологических процессов, жилищно-эксплуатационный участок, цех общественного питания и служба охраны.
Объекты социальной сферы предприятия — санаторий-профилакторий «Горняк» на берегу Каховского водохранилища (г. Днепрорудное), база отдыха «Горняк» на Азовском море (пгт Кирилловка).

## История
1948 г. — геологическая экспедиция под руководством В. В. Сусленникова обнаружила Белозёрскую магнитную аномалию общей протяженностью 64 км в длину и до 12 км в ширину.
1959 г. — Запорожским совнархозом выдан заказ институту «УкрНИИпроект» на разработку проекта строительства ЗЖРК. Создана дирекция строящегося предприятия во главе с Н. Е. Григорьевым. Генподрядчик — трест «Запорожстрой».
1961 г. — Совет Министров УССР утвердил проектное задание на строительство ЗЖРК-1 с годовой производительностью 5 млн тонн товарной и 750 тыс. тонн разубоженной руды при разработке Южно-Белозерского месторождения системой с обрушением руды и налегающих пород. Позже, в процессе строительства, выяснилось, что система с обрушением не приемлема из-за сложных гидрогеологических условий. Проходка стволов велась с предварительным замораживанием на всю глубину осадочных пород, так как выше рудной толщи расположено 7 водоносных горизонтов. А для добычи руды принята камерная система отработки с последующей закладкой выработанного пространства твердеющей смесью.
Декабрь 1961 г. — ШПУ-3 треста «Кривбассшахтопроходка» приступило к проходке Северного вентиляционного ствола.
Апрель 1963 г.  — начата проходка Грузового ствола № 2 (сдан в сентябре 1966 г.).
Май 1963 г. — начаты работы по проходке Южного вентиляционного ствола (сдан в декабре 1965 г.).
Июнь 1963 г. — начата проходка Грузового ствола № 1 (сдан в декабре 1965 г.).
Август 1963 г. — начата проходка Вспомогательного ствола (сдан в ноябре 1965 г.).
26 августа 1967 г.  — проходческой бригадой Ивана Андреевича Яна квершлагом № 1 от Южного вентиляционного ствола вскрыто рудное тело и торжественно выдана на-гора первая вагонетка железной руды Южно-Белозёрского месторождения.
19 октября 1967 г.  — выдана на-гора первая тысяча тонн руды от попутной добычи при проходке.
31 октября 1967 г.  — металлургам «Запорожстали» отправлен первый эшелон железной руды.
Апрель 1968 г. — за месяц одним забоем пройдено 706 погонных метров откаточного квершлага на горизонте 400 м, что стало высшим достижением в чёрной металлургии страны.
1 января 1970 г. — приказом по Минчермету УССР построенный ЗЖРК вошел в число действующих предприятий. Сдана первая очередь ЗЖРК мощностью 1 млн тонн.
16 февраля 1970 г.  — приказом Минчермета УССР «Запорожский ЖРК № 1» переименован в «Запорожский железорудный комбинат».
1970 г. — сдана в эксплуатацию вторая очередь ЗЖРК мощностью 2 млн тонн.
1972 г. — сдана третья очередь мощностью 1 млн тонн.
23 ноября 1971 г. — на-гора выдан первый миллион тонн руды.
11 декабря 1973 г. — добыта 5-миллионная тонна руды.
1977 г. — выдана на-гора 15-миллионная тонна руды.
Январь 1980 г. — за десять лет работы добыто 23 млн тонн богатой железной руды.
1987 г. — Институтом «УкрНИИпроект» разработан проект совместной отработки Южно-Белозёрского и Переверзевского месторождений, который утвержден Минчерметом СССР в декабре того же года.
1991 г. — начало освоения зарубежного рынка.
1997 г. — комбинат стал закрытым акционерным обществом (ЗАО) с иностранными инвестициями.
2 сентября 2003 г. — добыта 100-миллионная тонна руды с момента начала работ.
2007 г. — ЗЖРК получает лицензию на отработку Переверзевского месторождения.
18 марта 2009 г.  — на гор. 940 м был произведен первый на Украине подземный взрыв с использованием бестротилового эмульсионного взрывчатого вещества украинит-ПП-2Б. Данное событие ознаменовало начало нового этапа в ведении взрывных работ как на предприятии, так и на Украине. На сегодня доля бестротиловых ВВ составляет более 70 % всех используемых взрывчатых веществ на ЗЖРК.
20 февраля 2015 г. — добыта 150-миллионная тонна руды.
25 декабря 2015 г. — сдан в эксплуатацию первый пусковой комплекс Переверзевского месторождения.
1 января 2020 г. – ЗЖРК отметил 50-летие со дня вступления в строй.
В 2022 году город был оккупирован российскими войсками в ходе вторжения России на Украину. Временно переименован в ДЖРК.

## Объемы производства
Аглоруда:
2018 г. — 4552 тыс. т
2019 г. — 4563 тыс. т
2020 г. — 4564 тыс. т

## Директора предприятия
- Николай Емельянович Григорьев (1960—1963);
- Василий Тимофеевич Воропаев (1963—1970);
- Евгений Васильевич Беленький (1970—1977);
- Владимир Прокофьевич Драгунов (1977—1999);
- Александр Иванович Фурман (1999—2014);
- Михаил Константинович Короленко (2014—2020);
- Дмитрий Валерьевич Колесников (2020—2024)[3];
- Андрей Викторович Карнаух (с 2024)[4].Шахта «Проходческая»

## Награды предприятия
В 2004 году группой специалистов ЗЖРК в составе авторского коллектива получена Государственная премия за разработку и внедрение высокоэффективной природоохранной технологии добычи полезных ископаемых в сложных гидрогеологических условиях.
В 2013 году коллектив ЗЖРК был награждён орденом «За заслуги перед Запорожским краем» ІІІ степени, в 2017 году – орденом «За заслуги перед Запорожским краем» II степени, в 2020 году – орденом «За заслуги перед Запорожским краем» I степени. Таким образом предприятие является полным кавалером этой награды.
В 2016 году трудовой коллектив комбината был отмечен знаком «За заслуги перед городом Днепрорудное» и почетным знаком «За заслуги перед громадой Васильевского района».
В 2018 году трудовой коллектив ЗЖРК отмечен Почетной грамотой Верховной Рады Украины «За заслуги перед народом Украины».